# Zezé Gambassi
José Roberto ("Zezé") Gambassi (Lucélia, 8 juli 1940 – Cambrils, 25 januari 2005) was een Braziliaans voetballer van Italiaanse afkomst die als aanvaller voor onder andere Fortuna '54 speelde.

## Carrière

### Zuid-Amerika
Zezé Gambassi werd in Lucélia geboren als zoon van Italiaanse ouders. Hij speelde in zijn geboorteplaats voor Lucélia FC. In 1959 tekende hij een contract bij CA Juventus, wat hem uitleende aan Associação Atlética São Bento en EC Corinthians. Hierna vertrok hij naar Argentinië, waar hij voor CA River Plate gespeeld zou hebben. Er zijn echter geen bronnen die bevestigen dat hij daadwerkelijk wedstrijden speelde. In 1961 werd hij aan CA Lanús verhuurd, waar hij in zes wedstrijden tot één doelpunt kwam. In 1962 zou hij nog op een lager niveau voor Club Sportivo Dock Sud hebben gespeeld. Via het Uruguayaanse Club Nacional de Football, waar hij alleen drie oefenwedstrijden speelde, kwam hij in 1963 bij Millonarios FC terecht. Met dit team werd hij in 1963 kampioen van Colombia.

### Fortuna '54
In 1965 vertrok Gambassi naar Italië om voor SSC Napoli te spelen, maar deze club mocht geen buitenlanders meer contracteren. Via een manager in Parijs kwam hij bij Fortuna '54 terecht. Na een proefperiode in de zomer, met enkele oefenwedstrijden in de International Football Cup tegen Djurgårdens IF, 1. FC Kaiserslautern en Grasshopper Club Zurich, kreeg hij een contract aangeboden. Hiermee werd hij de eerste Braziliaan in de Eredivisie, samen met de in dezelfde zomer gecontracteerde João Carlos Campos Wisnesky en Wilson da Silva Chagas van Telstar. Gambassi debuteerde in de Eredivisie op 5 september 1965, in de met 1-1 gelijkgespeelde uitwedstrijd tegen ADO. Waar hij in de zomer nog goed speelde in de zes wedstrijden in de groepsfase van de IFC, viel zijn spel in de Eredivisie tegen. Taalproblemen en moeite met het klimaat zorgden er voor dat hij slechts drie wedstrijden speelde, naar het tweede elftal werd teruggezet, en in februari van 1966 mocht vertrekken.

### België
Hoewel hij in februari 1966 terugkeerde naar Brazilië, naar eigen zeggen om er aldaar amateurvoetbal te spelen, tekende hij in de zomer van 1966 voor KSC Eendracht Aalst. Na een seizoen in Aalst speelde hij een jaar voor RCS Brugeois, waarmee hij kampioen werd van de Derde klasse B. Hierna speelde hij nog voor RAEC Mons, RRC Tournai en Racing Club Gent.

### Oplichting?
In 1974 werd de voorzitter van het Franse FC Rouen door ene Roberto Gambassi vanuit Brugge gebeld of zijn voetbalclub interesse had in een oefenwedstrijd tegen het beroemde Santos FC uit Brazilië. Voor een bedrag van 1600 dollar zou Santos aantreden. In tegenstelling tot de donkergekleurde spelers van een eerder gestuurde elftalfoto, trad een team met een witte huidskleur aan die bovendien geen Portugees maar Frans spraken. Daarnaast bleken ze niet te kunnen voetballen: Rouen won met 10-0. Vanwege deze oplichting weigerde Rouen de 1600 dollar te betalen en dreigde de voorzitter de politie in te schakelen. Hierop vluchtten de 'Braziliaanse' spelers met auto's terug naar België. Later bleek dat ook FC Nancy op dezelfde wijze was opgelicht en met 14-2 van het Braziliaanse team had gewonnen.